# The Girl Downstairs
The Girl Downstairs è un film statunitense del 1938 diretto da Norman Taurog.
È il remake del film austriaco del 1936 Katharina, die Letzte, diretto da Henry Koster.